# 柳什紐瓦捷
48°10′33″N 30°27′7″E / 48.17583°N 30.45194°E
柳什紐瓦泰（烏克蘭語：Люшнювате），是烏克蘭中部的村莊，隸屬基洛夫格勒州的霍洛瓦尼夫斯克區。該村處於南布格河畔，面積2.77平方公里，海拔高度95米，2001年人口644。